# Gouvernement Vanden Boeynants II
Royaume de Belgique
Tindemans IV Martens I
Le gouvernement Vanden Boeynants II était une coalition transitoire jusqu'aux élections législatives du 17 décembre 1978 de sociaux-chrétiens, socialistes, FDF et Volksunie, reprenant la même composition que Tindemans IV, à l'exception de ce dernier, démissionnaire à la suite de l'échec du pacte d'Egmont. Elle comptait 22 ministres et 7 secrétaires d'État.

## Composition
| Ministère | Nom                      | Parti    |
| --- | ------------------------ | -------- |
| Premier ministre et ministre de la Défense nationale | Paul Vanden Boeynants    | PSC      |
| vice-Premier ministre et ministre de la Fonction publique | Léon Hurez               | PS       |
| vice-premier ministre et ministre de la Justice | Renaat Van Elslande      | CVP      |
| ministre des Affaires étrangères et secrétaire d'État à l'Économie régionale, adjoint au ministre des affaires bruxelloises                                                           | Henri Simonet            | PS       |
| ministre des Affaires économiques | Willy Claes              | BSP (nl) |
| ministre de la Prévoyance sociale secrétaire d'État aux Affaires sociales, adjoint au ministre des Affaires wallonnes                                                                 | Alfred Califice          | PSC      |
| ministre des Communications | Jos Chabert              | CVP      |
| ministre de l'Education nationale | Jef Ramaekers            | BSP      |
| ministre de l'Agriculture et des Classes moyennes | Antoine Humblet          | PSC      |
| ministre de la Culture néerlandaise et ministre des Affaires ﬂamandes | Rika De Backer-Van Ocken | CVP      |
| ministre de l'Education nationale | Joseph Michel            | PSC      |
| ministre de la Santé publique et de l'Environnement | Luc Dhoore               | CVP      |
| ministre des Finances | Gaston Geens             | CVP      |
| ministre du Commerce extérieur | Hector De Bruyne         | VU       |
| ministre de la Coopération au Développement | Lucien Outers            | FDF      |
| ministre des Postes, Télégraphes et Téléphones et ministre des Affaires bruxelloises                                                                                                  | Léon Defosset            | FDF      |
| ministre des Pensions | Jos Wijninckx            | BSP      |
| ministre de l'Emploi et du Travail | Guy Spitaels             | PS       |
| ministre de l'Intérieur | Henri Boel               | BSP      |
| ministre de la Politique scientifique | Rik Vandekerckhove       | VU       |
| ministre de la Culture française | Jean-Maurice Dehousse    | PS       |
| ministre des Travaux publics et ministre des Affaires Wallonnes | Guy Mathot               | PS       |
| secrétaire d'État à l'Economie régionale, adjoint au ministre des Affaires Wallonnes                                                                                                  | Robert Urbain            | PS       |
| Secrétariat d'État | Nom                      | Parti    |
| secrétaire d'État au Budget, adjoint au Premier ministre et secrétaire d'État à l'Economie régionale, adjoint au ministre des Affaires ﬂamandes                                       | Mark Eyskens             | CVP      |
| secrétaire d'État à la Réforme des institutions, adjoint au Premier ministre | Ferdinand De Bondt       | CVP      |
| secrétaire d'État à la Culture ﬁançaise, adjoint au ministre de la Culture française                                                                                                  | François Persoons        | FDF      |
| secrétaire d'État aux Affaires économiques, adjoint au ministre des Affaires économiques et secrétaire d'État aux Affaires sociales, adjoint au ministre des Affaires ﬂamandes        | Roger De Wulf            | BSP      |
| secrétaire d'État à la Réforme des institutions, adjoint au vice-Premier ministre L. Hurez                                                                                            | Jacques Hoyaux           | PS       |
| secrétaire d'État à la Culture néerlandaise, adjoint au ministre de la Culture néerlandaise et secrétaire d'État aux Affaires sociales, adjoint au ministre des Affaires bruxelloises | Vic Anciaux              | VU       |